# Ambacht (gebiedsnaam)
Een ambacht (in de meeste gevallen tevens een ambachtsheerlĳkheid) was de kleinste bestuurseenheid op het platteland. De eenheid bestond uit een rechtsgebied, ambtsgebied of vrije heerlijkheid in Holland, Zeeland of Vlaanderen waar de landsheer een ambtenaar, de zogenaamde ambachtsheer, voor bestuur en rechtspraak had aangesteld, onder andere op waterstaatkundig gebied. Voorbeeld: Veurne-Ambacht, Vlaardinger-Ambacht (nu een wijk van de gemeente Vlaardingen).
Een ambacht was een rechtskring op het platteland met bestuurlijke bevoegdheden, onder andere op waterstaatkundig gebied. Het ambacht onderscheidde zich van de vrije of hoge heerlijkheid doordat de heer geen jurisdictie in halszaken bezat. Naast rechtspraak behoorden ook bestuur en wetgeving tot de competentie van de heer. Die liet uitoefening van al deze bevoegdheden meestal over aan een door hem benoemde schout (werkelijke uitvoering door schout en schepenen). Verder had de heer onder meer recht op allerlei heffingen. Oorspronkelijk waren de ambachtsheerlijkheden in handen van edellieden. Later werden ze veelal gekocht door rijke burgers en door steden.

## Gebruik van de term
Ambacht is een vertaling van het Latijnse woord officium. De precieze terminologie verschilde in de verschillende graafschappen en hertogdommen.

### Brabant en Vlaanderen
De kasselrij Brugse Vrije was ingedeeld in ambachten. Elk ambacht was op zijn beurt ingedeeld in één of meerdere parochies.
De berijder had op niveau van het ambacht de touwtjes in handen. Hij was een dienstman van de hoogbaljuw, en stond dus in voor de ordehandhaving en kon daartoe boetes uitdelen en overtreders van de wet voor de rechter brengen. Hij deed beslagnames e.d. en werd vaak bijgestaan door officieren.
De amman was een gerechtelijk ambtenaar die op het niveau van het ambacht de dagingen deed voor rechtszaken. Daarnaast moest hij nieuwe wetgeving bekendmaken aan de bevolking.

### West-Friesland

Onderverdeling van West-Friesland in vier ambachten en de verdeling van ambachten in bannen rond 1750. De bannen waren vergelijkbaar met wat men elders in Holland een ambacht noemde.

In West-Friesland week de betekenis enigszins af: van oudsher was West-Friesland verdeeld in vier ambachten, die beduidend groter waren dan wat in Holland gebruikelijk was en die kennelijk al bestonden voor de definitieve onderwerping door de Hollandse graven. Deze ambachten waren een combinatie van enkele koggen, die elk weer bestonden uit meestal vier bannen. Deze kleinste eenheden kwamen ruwweg overeen met een ambacht in de rest van Holland. De West-Friese ambachten waren geen heerlijkheden. Vanaf de 15e eeuw hadden ze vooral een waterstaatkundige taak als dijkgraafschappen. Als zodanig hebben de West-Friese ambachten gefunctioneerd tot ver in de twintigste eeuw.